# Marek Cieślak (polityk)
Marek Kazimierz Cieślak (ur. 4 marca 1961 w Łodzi) – polski prawnik i polityk, wicewojewoda sieradzki (1990–1993) i wiceprezydent Łodzi (2010–2015).

## Życiorys
Ukończył studia na Wydziale Prawa Uniwersytetu Łódzkiego. Uzyskał uprawnienia radcy prawnego, podjął praktykę w ramach Okręgowej Izby Radców Prawnych w Łodzi.
Od 1990 do 1993 pełnił funkcję wicewojewody sieradzkiego (pierwszego mianowanego po przemianach z 1989). Następnie był m.in. prezesem Fundacji na Rzecz Restrukturyzacji Regionu Łódzkiego i wiceprezesem zarządu Miejskiego Przedsiębiorstwa Komunikacyjnego Sp. z o.o. w Łodzi. W 2006 objął stanowisko prezesa zarządu Łódzkiej SSE. W 2008 otrzymał nagrodę „Profesjonalny Menedżer Województwa Łódzkiego”.
Działał w Kongresie Liberalno-Demokratycznym, kandydował z jego listy do Sejmu w 1991 i 1993. Od 1998 do 2002 był radnym sejmiku łódzkiego I kadencji z ramienia AWS. W 2006 ponownie ubiegał się o mandat radnego województwa z listy PiS. Objął go w miejsce Krystyny Grabickiej w 2007. W 2009 przystąpił do klubu radnych Platformy Obywatelskiej. W 2010 nie uzyskał reelekcji, w tym samym roku został zastępcą prezydenta Łodzi, kończąc urzędowanie w 2015. W 2016 został prezesem łódzkiego Technoparku (przemianowanego później na Bionanopark).